# Evangelická luterská církev Ghany
Evangelická luterská církev Ghany (angl. Evangelical Lutheran Church of Ghana, zkr. ELCG) je luterskou církví v Ghaně.
Byla založena roku 1958 v důsledku misijní činnosti amerických misionářů z Luterské církve Missourské synody. V současné době má církev asi 29 000 členů. Má 21 pastorů, z nichž většina má ještě civilní zaměstnání. Církev vede čtyři školy pro asi 1600 studentů.
Prezidentem církve je John Shadrack Donkoh.
Evangelická luterská církev Ghany je členkou jak Mezinárodní luterské rady, tak i Světové luterské federace.